# Toby Alderweireld
Toby Alderweireld vagy teljes nevén Tobias Albertine Maurits Alderweireld (Antwerpen, 1989. március 9. –) belga válogatott labdarúgó, a Royal Antwerp játékosa. Profi karrierjét a holland Ajax Amsterdam-ban kezdte, ahol 6 szezonon keresztül játszott. Ezután 2013 nyarán átigazolt Spanyolországba az Atletico Madrid csapatához. Egy szezont játszott Madridban, majd 2014-ben kölcsönjátékosként az angol Southampton FC-hez került. Itt is csupán egy szezont játszott és 2015 nyarán visszament az Atletico-hoz de még ezen a nyáron átigazolt az angol Tottenham Hotspur csapatához.
Sokoldalú hátvéd, ismertetőjegyei közé tartoznak a hosszú passzok és a fizikai erő. Általában a védelem közepén játszik, de a hátvédsor jobb oldalán is bevethető, mivel jobblábas. A belga-válogatottban 2009 májusában mutatkozott be először.

## Pályafutása

### AFC Ajax
Alderweireld az antwerpeni Germinal Beerschot csapatában kezdte fiatalon a labdarúgást. Innen került 2004-ben az Ajax Amsterdam ifiakadémiájára. 2007. február 22-én kapta meg első profi szerződését, amely 2010. június 30-ig szólt.
A 2008-2009-es szezonban már az első csapat tagja volt. De a debütálásra 2009 január 18-ig kellett várnia. Ekkor lépett először pályára egy NEC Nijmegen elleni mérkőzésen, amit az Ajax 4:2-re megnyert. Ebben a szezonban már a nemzetközi színtéren is bemutatkozott, egy Fiorentina elleni 1:1-re végződő UEFA-kupa mérkőzésen. A szezon végén egy új, 2014-ig szóló szerződést ajánlottak neki fel. Elfogadta.
A 2009-2010-es szezon elején, Alderweireld már az első csapat egyik alapjátékosává és a kezdő tizenegy egyik alapemberévé vált. Miután a belga középhátvéd, Thomas Vermaelen 2009 júniusában átigazolt a londoni Arsenal csapatához, ő kapott lehetőséget a volt csapatkapitány helyettesítésére. Ezek után honfitársával, Jan Vertonghen-el ketten irányították a csapat védelmének a közepét. Miután Martin Jol vette át a csapat irányítását, az új edző is a belga duónak adott bizalmat, akik nagyon jó teljesítménnyel hálálták ezt meg. Első bajnoki gólját a csapat színeiben, szeptember 4-én szerezte meg egy a Heracles ellen 3:0-ra megnyert mérkőzésen. Luis Suárez szépen beadott szöglete után fejjel lett eredményes. Január 27-én a KNVB kupa negyeddöntőjében a NEC Nijmegen ellen, Toby góljával sikerült egyenlítenie az Ajax-nak a hosszabbításban, melyet Siem de Jong késői góljával 3:2-re nyertek meg. A szezon végén Alderweireld-nek ítélték az "Ajax Év Tehetsége" díjat.
A 2010-2011-es szezon elején úgy kezdte ahogy az előzőt befejezte, a kezdőcsapatban. Bár a nyáron leigazolt André Ooijer nagyjából 1 hónapra kiszorította őt a kezdőcsapatból. Október 3-án az FC Utrecht ellen lépett pályára és ezután másfél hónap alatt 6 bajnoki mérkőzésen csak cserejátékosként erősítette a csapatot. Legközelebb éppen a PSV elleni rangadón lépett újra kezdőként pályára. November 3-án viszont beírta magát a labdarúgás történelmébe. Azon a napon játszottak BL-csoportmérkőzést idegenben a francia AJ Auxerre ellen. Ezt ugyan elvesztették 2:1-re de ekkor lőtte be Alderweireld az Ajax 100. UEFA Bajnokok Ligája gólját. Miután Frank de Boer lett az új edző, újra a kezdőtizenegy egyik alapemberévé vált a belga. Azok után még két hatalmas találatot szerzett. A BL utolsó csoportkörében, a San Siróban az AC Milan ellen 0:2-re megnyert rangadón 23 méterről szerzett egy hatalmas gólt. Ezt egy még látványosabb találat követett. Január 19-én a Feyenoord ellen 2:0-ra megnyert örökrangadón egy 30 méteres lövéssel szerezte meg a szezon első bajnoki találatát. Február 17-én, az Anderlecht elleni Európa-liga 16-os döntőjében is nagyon hasznosan játszott. A Brüsszelben lejátszott első mérkőzést 0:3-ra nyerte az Ajax, ebből pedig 1 góllal és 1 gólpasszal vette ki a részét a belga. Kicsit később egy edzésen sérülést szenvedett. Első alkalommal úgy nyilatkozott a csapat, hogy a szezonban már nem léphet pályára. De mivel elég gyorsan meggyógyult, ezért csak két hazai bajnoki mérkőzést kellett kihagynia. Április 17-én a NEC Nijmegen ellen lépett újra pályára és azonnal hozzá is járult egy góllal csapata győzelméhez. Május 15-én miután az Amsterdam Arenában 3:1-re legyőzték a Twente Enschede csapatát, megszerezte első bajnoki címét az Ajax csapatával.
A következő 2011-2012-es szezonban is a védelem közepén játszott. Szezonbeli első és egyetlen bajnoki gólját már a 2. fordulóban, az SC Heerenveen elleni 5:1-es győzelemkor meg is szerezte. Szeptember 14-én pedig pályára lépett a 100. tétmérkőzésén az Ajax csapatában. Ezen a jubileumi mérkőzésen hazai pályán az Olympique Lyon csapatát fogadták a BL-csoportmérkőzések 1. fordulójában. A BL-csoportköréből kiestek mivel a Lyon csapata jobb gólkülönbséggel megelőzte őket és így csak harmadikok lettek. A szezont az EL-ben folytatták ahol a Manchester United-al találkoztak. Mivel az Arena-ban az angolok győztek 0:2-re, a visszavágón elért 1:2-es győzelem már nem volt elég a továbbjutáshoz. Az Old Traffordon Alderweireld góljának is köszönhető sikerrel az Ajax lett az első holland csapat aki győzni tudott itt. A bajnokság megnyerése viszont újra sikerült és így meglett a belga hátvéd második aranyérme is Hollandiában. A sikerhez nagyban hozzájárult Alderweireld is, mivel idén 29 bajnoki mérkőzésen lépett pályára. Az idény végén a bajnoki cím mellett beválasztották őt az Eredivisie "Év csapatába" is.
Akárcsak az elmúlt idényekben, a 2012-2013-as szezonban is bennmaradt a kezdő tizenegyben, mint a csapat egyik legfontosabb védője. Első góljára nem kellett sokáig várnia, mivel már az augusztusban lejátszott Holland Szuperkupa-döntőn eredményes volt. A döntőt nem sikerült megnyerniük, mivel 2:4-re legyőzte őket a PSV Eindhoven. Ebben a szezonban is a csapat egyik kulcsjátékosa maradt, a védelem oszlopa. Október 20-án egy fontos mérkőzésen lépett pályára a bajnokságban. Almelóban játszottak a hazai Heracles csapata ellen, a végeredmény 3:3 lett. Ez volt Alderweireld 100. bajnoki mérkőzése az Ajax csapatánál és így ő lett a második belga labdarúgó (Jan Vertonghen után) aki elérte ezt a számot. A szezont végül ismét az első helyen fejezték be, így a harmadik bajnoki címet nyerték meg egymás után. Alderweireld az idei szezonban csupán egy bajnoki mérkőzést hagyott ki. Akárcsak tavaly, idén is tagja lett az "Év csapatának". Június 27-én pedig hét év után ismét elnyerték a Holland-Szuperkupát miután 3:2-re legyőzték a kupagyőztes AZ Alkmaar csapatát. Miután véget ért a szezon, elkezdődött az átigazolási időszak. Ezek után sok hírt lehetett hallani arról, hogy több klub is érdeklődik Alderweireld iránt. Végül az átigazolási időszak legvégén jelentették be, hogy Spanyolországba igazol az Atletico Madrid csapatához.

### Tottenham Hotspur

#### A válogatottban

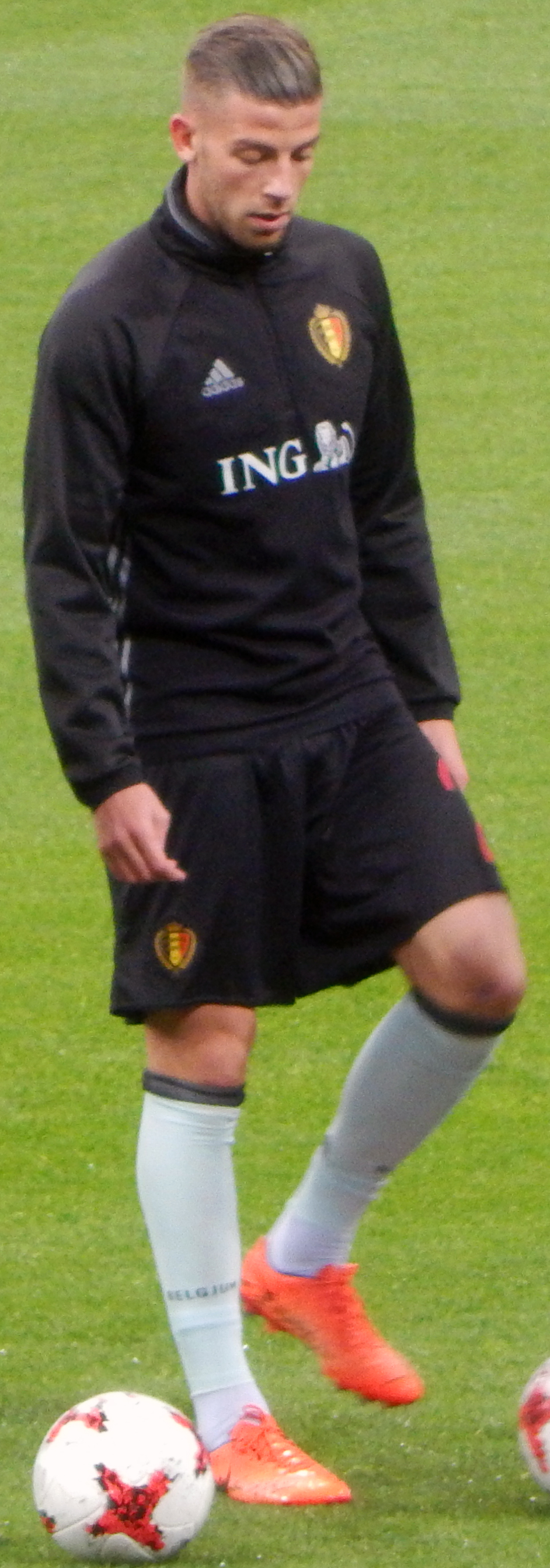
Alderweiereld Oroszország ellen 2017-ben

Alderweired 2005 októberében vette magára először a nemzeti válogatott mezét. Ekkor még az U17-es Belga-válogatott tagja volt. Kis idő múlva csapatával az U17-es Európa-bajnokságon is részt vettek. Ezek után még tagja volt az U19-es és az U21-es Belga-válogatottnak is.
Majd 2009-ben került be először a felnőtt válogatottba, egy tét nélküli kis tornán. Azonban a valódi debütálása három hónappal később jött, egy mérkőzésen Csehország ellen. Bekerült a 2010-es Világbajnokság selejtezőjében pályára lépő keretbe is. De legtöbbször csak csereként lépett pályára. 2009 novemberében még visszahívták őt a 2011-es U21-es Európa-bajnokság egyik selejtező mérkőzésére készülő belga csapatba. Ezt a mérkőzést az ellenfél, Ukrajna nyerte 2:0-ra. Majd később a 2012-es labdarúgó Európa-bajnokság selejtezőjében játszó belga válogatott keretében is bent volt.
A 2012-es Európa-bajnokság selejtezői nem kezdődtek nagyon jól a Belga-válogatottnak. Az első 2 fordulójukat elvesztették. Ezután jöttek a jobb eredmények. Belgium egész végig jól tartotta magát, mivel egészen az utolsó fordulóig esélyük volt a továbbjutásra. De mivel az utolsó fordulóban kikaptak Németországtól 3:1-re, így végül nem sikerült kijutniuk az Európa-bajnokságra. A csoportjukat a harmadik helyen fejezték be.

## Statisztika
2019. június 1.
| Klub                        | Szezon         | Bajnokság | Bajnokság | Kupa     | Kupa  | Egyéb    | Egyéb | Nemzetközi | Nemzetközi | Összes   | Összes |
| Klub                        | Szezon         | Mérkőzés  | Gólok     | Mérkőzés | Gólok | Mérkőzés | Gólok | Mérkőzés   | Gólok      | Mérkőzés | Gólok  |
| --------------------------- | -------------- | --------- | --------- | -------- | ----- | -------- | ----- | ---------- | ---------- | -------- | ------ |
| Ajax                        | 2008-09        | 5         | 0         | 0        | 0     | 0        | 0     | 2          | 0          | 7        | 0      |
| Ajax                        | 2009–10        | 31        | 2         | 6        | 1     | 0        | 0     | 7          | 0          | 44       | 3      |
| Ajax                        | 2010–11        | 26        | 2         | 4        | 0     | 1        | 0     | 11         | 3          | 42       | 5      |
| Ajax                        | 2011–12        | 29        | 1         | 3        | 0     | 1        | 1     | 7          | 1          | 40       | 3      |
| Ajax                        | 2012–13        | 33        | 2         | 3        | 0     | 1        | 1     | 8          | 1          | 45       | 4      |
| Ajax                        | 2013–14        | 4         | 0         | 0        | 0     | 1        | 0     | 0          | 0          | 5        | 0      |
| Ajax                        | Összesen       | 128       | 7         | 16       | 1     | 4        | 2     | 35         | 5          | 182      | 15     |
| Atletico Madrid             | 2013-14        | 12        | 1         | 6        | 1     | 0        | 0     | 4          | 0          | 22       | 2      |
| Atletico Madrid             | Összesen       | 12        | 1         | 6        | 1     | 0        | 0     | 4          | 0          | 22       | 2      |
| Southampton FC (kölcsönben) | 2014–15        | 25        | 1         | 2        | 0     | 0        | 0     | 0          | 0          | 27       | 1      |
| Tottenham Hotspur           | 2015–16        | 38        | 4         | 1        | 0     | 16       | 0     | 0          | 0          | 55       | 4      |
| Tottenham Hotspur           | 2016–17        | 30        | 1         | 4        | 0     | 5        | 1     | 0          | 0          | 39       | 2      |
| Tottenham Hotspur           | 2017–18        | 14        | 0         | 2        | 0     | 5        | 0     | 1          | 0          | 22       | 0      |
| Tottenham Hotspur           | 2018–19        | 34        | 0         | 1        | 0     | 12       | 0     | 4          | 0          | 50       | 0      |
| Tottenham Hotspur           | Összesen       | 116       | 5         | 7        | 0     | 37       | 1     | 5          | 0          | 165      | 6      |
| Teljes karrier              | Teljes karrier | 282       | 14        | 31       | 2     | 79       | 6     | 9          | 2          | 401      | 24     |

### A Válogatottban
| Nemzet   | Év       | Pályára lépések | Gólok |
| -------- | -------- | --------------- | ----- |
| Belgium  |          |                 |       |
| 2009     | 4        | 0               |       |
| 2010     | 6        | 0               |       |
| 2011     | 5        | 0               |       |
| 2012     | 5        | 0               |       |
| 2013     | 11       | 1               |       |
| 2014     | 13       | 0               |       |
| 2015     | 9        | 0               |       |
| 2016     | 12       | 2               |       |
| 2017     | 8        | 0               |       |
| 2018     | 15       | 0               |       |
| 2019     | 2        | 0               |       |
| Összesen | Összesen | 90              | 3     |

### Góljai a válogatottban
| # | Dátum            | Helyszín                                     | Pályára lépések száma | Ellenfél            | Gól | Végeredmény | Verseny                          |
| - | ---------------- | -------------------------------------------- | --------------------- | ------------------- | --- | ----------- | -------------------------------- |
| 1 | 19 November 2013 | Baldvin király Stadion, Brüsszel, Belgium    | 31                    | Japán               | 2–3 | 2–3         | Barátságos mérkőzés              |
| 2 | 2016. június 26. | Stadium de Toulouse, Toulouse, Franciaország | 59                    | Magyarország        | 1–0 | 4–0         | 2016-os Európa-bajnokság         |
| 3 | 2016. október 7. | Baldvin király Stadion, Brüsszel, Belgium    | 63                    | Bosznia-Hercegovina | 3–0 | 4–0         | 2018-as világbajnokság-selejtező |

## Sikerei, díjai

### Csapat
AFC Ajax
- Holland-bajnoki cím (3x): 2011, 2012, 2013
- Holland-kupagyőzelem (1): 2010
- Holland-szuperkupa győzelem (1): 2013

### Egyéni
- Az Ajax Év-tehetsége: 2010